# 新しいような古いような
『新しいような古いような』は、1995年6月21日に発売された、日本の歌手・須賀響子の2作目のアルバム。発売元はビクターエンタテインメント。『青空ある限り』は『「ヒューマングループ」CMソング』、『近道したい』はテレビアニメ『ぼのぼの』のエンディングテーマに採用された。
ビクター社の音質向上技術である20bit K2 スーパー・コーディングをアナログマスターテープのミックスダウンに使用している。

## 収録曲
| 全作詞: 須賀響子。 |                            |           |            |            |      |
| #                  | タイトル                   | 作詞      | 作曲       | 編曲       | 時間 |
| 1.                 | 「君の部屋を出ておいで」   | 須賀響子  | 村松邦男   | 村松邦男   | 1:41 |
| 2.                 | 「青空ある限り」           | 須賀響子  | 中崎英也   | 中崎英也   | 4:29 |
| 3.                 | 「黄色いハンカチ」         | 須賀響子  | 遠藤京子   | 村松邦男   | 5:42 |
| 4.                 | 「僕が君なら」             | 須賀響子  | 山川恵津子 | 山川恵津子 | 3:53 |
| 5.                 | 「Taxi」                   | 須賀響子  | 山川恵津子 | 山川恵津子 | 5:47 |
| 6.                 | 「近道したい」             | 須賀響子  | 山川恵津子 | 山川恵津子 | 4:34 |
| 7.                 | 「想い出のPhotograph」     | 須賀響子  | 中崎英也   | 中崎英也   | 5:00 |
| 8.                 | 「みんなの願いだだひとつ」 | 須賀響子  | 遠藤京子   | 工藤隆     | 4:48 |
| 合計時間:          | 合計時間:                  | 合計時間: | 合計時間:  | 35:54      |      |